# Întregalde
Întregalde là một xã thuộc hạt Alba, România. Dân số thời điểm năm 2002 là 880 người.